# Gepke Witteveen
Gepke Marijke Witteveen (Tandjungkarang (Indonesië), 11 september 1951) is een Nederlands actrice en regisseuse.
Witteveen volgde een opleiding aan de Haagse Academie voor Podiumvorming. Na deze studie was ze bij verschillende theatergezelschappen te zien. Na gastrollen in Goede tijden, slechte tijden, Bureau Kruislaan en Diamant kreeg ze in 1996 de rol van Desirée van Cloppenburg in de dagelijkse soapserie Goudkust. Als enige was zij de hele serie te zien. In 2001 viel het doek voor de serie.
De laatste jaren houdt Gepke zich vooral bezig met het geven van trainingen, waaronder haar eigen training Hier en Nu. Samen met Hans Steijger, Harry Mertens, Meike van der Linde, André van den Berg en Daniëlle Louis richtte ze Haagse Kringen op. Na haar rol in Goudkust bleef het een tijdje rustig rond Gepke op televisie. Eind 2008 was ze een aantal maanden te zien als Noortje Warmerdam in de regioserie Pauwen en Reigers.
In de zomer van 2007 had Witteveen opnames voor de speelfilm Ver van familie, waarin ze samen met Katja Schuurman en Camilla Siegertsz te zien was. De film ging in 2008 in première.
Vanaf mei 2017 had ze de regie van 'De absolute vrijheid of het gejij en gejou', een toneelstuk van Belle van Zuylen vertaald door Carel Alphenaar en Hanna Laus, bij Het Portret Speelt met als start in haar eigen theater Première Parterre te Den Haag.
Op 17 november 2018 nam ze met Yvonne Keuls deel aan De Indië Monologen te Noordwijk in theater De Muze, ook als 'Indische Essenties' in Première Parterre.